# Steniodes declivalis
Steniodes declivalis is een vlinder uit de familie van de grasmotten (Crambidae), uit de onderfamilie van de Spilomelinae. De wetenschappelijke naam van deze soort is voor het eerst voorgesteld als Stenia declivalis door Harrison Gray Dyar Jr. in een publicatie uit 1914.
De soort komt voor in de Verenigde Staten, Panama en Venezuela.